# Vladimiro III Igorevič
Vladimiro III Igorevič (in russo Владимир Игоревич?; in ucraino Володимир Ігорович?; 1170 – 1211 circa) fu principe di Putyvl' e di Galizia. Era figlio di Igor' Svjatoslavič e di Eufrosina Jaroslavna.

## Biografia
Partecipò assieme a suo padre alla campagna condotta contro i Poloviciani il 13 aprile 1185, alla quale è dedicato il poema epico intitolato Canto della schiera di Igor'. In particolare, si unì alla prima battaglia, dove si mosse in testa al gruppo principale insieme a Svjatoslav Olgovič di Rylsk e sconfisse le forze nemiche. Tuttavia, fu catturato nella seconda battaglia dai khan Gzak e Končak. Il Canto della schiera di Igor' descrive come, dopo la fuga di Igor' dalla prigionia, Gzak e Konchak discussero se uccidere Vladimir o convincerlo a sposare una fanciulla poloviciana:
(Canto della Schiera di Igor')
Il Canto della schiera di Igor' si conclude con Vladimiro ancora prigioniero dei khan. Nell'autunno del 1188, tornò a casa dalla prigionia con la figlia del khan Končak, Svoboda. Poco dopo, il 26 settembre, Rurik Rostislavič organizzò dei festeggiamenti per celebrare le nozze di Vladimiro con Svoboda, a cui partecipò il resto della sua famiglia.
Nel 1206, Vladimiro III fu sollecitato dai boiardi della Galizia a divenire loro principe, ma vi rimase soltanto per un biennio. A seguito di lotte accese con suo fratello Romano II, fu espulso e i nobili preferirono assegnare a quest'ultimo il trono.

## Discendenza
Nel 1188 circa, sposò Svoboda, figlia del khan Konchak dei Poloviciani del Donec. Da lei ebbe:
- Principe Izjaslav IV Vladimirovič (1188 circa-1255 circa) di Putivl';[5]
- Principe Vsevolod Vladimirovič (1188 circa-1210 circa).[5]

## Ascendenza
|                        |                         |                         | Genitori              |  |  | Nonni |  |  | Bisnonni          |  |  | Trisnonni                |  |
|                        |                         |                         |                       |  |  |       |  |  | Oleg Svjatoslavič |  |  | Svyatoslav II Jaroslavič |  |
|                        |                         |                         |                       |  |  |       |  |  | Oleg Svjatoslavič |  |  | Svyatoslav II Jaroslavič |  |
|                        |                         | Cecilia di Dithmarschen |                       |  |  |       |  |  | Oleg Svjatoslavič |  |  |                          |  |
| Svjatoslav Olgovič     |                         |                         |                       |  |  |       |  |  | Oleg Svjatoslavič |  |  |                          |  |
|                        |                         | …                       | Ossolur               |  |  |       |  |  |                   |  |  |                          |  |
|                        |                         | …                       | Ossolur               |  |  |       |  |  |                   |  |  |                          |  |
|                        |                         | …                       | …                     |  |  |       |  |  |                   |  |  |                          |  |
| Igor' Svjatoslavič     |                         | …                       |                       |  |  |       |  |  |                   |  |  |                          |  |
|                        |                         | Petrilla di Novgorod    | …                     |  |  |       |  |  |                   |  |  |                          |  |
|                        |                         | Petrilla di Novgorod    | …                     |  |  |       |  |  |                   |  |  |                          |  |
|                        |                         | Petrilla di Novgorod    | …                     |  |  |       |  |  |                   |  |  |                          |  |
| Caterina               |                         | Petrilla di Novgorod    |                       |  |  |       |  |  |                   |  |  |                          |  |
|                        |                         | …                       | …                     |  |  |       |  |  |                   |  |  |                          |  |
|                        |                         | …                       | …                     |  |  |       |  |  |                   |  |  |                          |  |
|                        |                         | …                       | …                     |  |  |       |  |  |                   |  |  |                          |  |
| Vladimiro III Igorevič |                         | …                       |                       |  |  |       |  |  |                   |  |  |                          |  |
|                        | Volodimirko Volodarovič | Volodaro Rostislavič    |                       |  |  |       |  |  |                   |  |  |                          |  |
|                        | Volodimirko Volodarovič | Volodaro Rostislavič    |                       |  |  |       |  |  |                   |  |  |                          |  |
|                        | Volodimirko Volodarovič | Anna di Pommern         |                       |  |  |       |  |  |                   |  |  |                          |  |
| Jaroslav Osmomysl      | Volodimirko Volodarovič |                         |                       |  |  |       |  |  |                   |  |  |                          |  |
|                        |                         | …                       | …                     |  |  |       |  |  |                   |  |  |                          |  |
|                        |                         | …                       | …                     |  |  |       |  |  |                   |  |  |                          |  |
|                        |                         | …                       | …                     |  |  |       |  |  |                   |  |  |                          |  |
| Eufrosina Jaroslavna   |                         | …                       |                       |  |  |       |  |  |                   |  |  |                          |  |
|                        |                         | Jurij Dolgorukij        | Vladimiro II Monomaco |  |  |       |  |  |                   |  |  |                          |  |
|                        |                         | Jurij Dolgorukij        | Vladimiro II Monomaco |  |  |       |  |  |                   |  |  |                          |  |
|                        |                         | Jurij Dolgorukij        | …                     |  |  |       |  |  |                   |  |  |                          |  |
| Olga Yurevna           |                         | Jurij Dolgorukij        |                       |  |  |       |  |  |                   |  |  |                          |  |
|                        |                         | …                       | Aepo                  |  |  |       |  |  |                   |  |  |                          |  |
|                        |                         | …                       | Aepo                  |  |  |       |  |  |                   |  |  |                          |  |
|                        |                         | …                       | …                     |  |  |       |  |  |                   |  |  |                          |  |
|                        |                         | …                       |                       |  |  |       |  |  |                   |  |  |                          |  |